# نیسان ۳۰۰سی
نیسان ۳۰۰سی (Nissan 300C) خودرویی است که در سال‌های ۱۹۸۴ تا ۱۹۸۷تولید شده‌است.
این خودرو در کلاس خودرو لوکس قرار گرفته و است. سیستم جعبه‌دندهٔ آن ۴ دنده به دو صورت خودکار و دستی است.